# Eileen Davies
Eileen Davies, född 23 september 1948, är en brittisk skådespelare.
Davies har bland annat medverkat i TV-serierna Ord mot ord och The End of the Fu***ing World från 2017. Hon har även medverkat i filmen Mr. Turner från 2014.

## Filmografi (i urval)
- 2015 – Home fires (TV-serie)
- 2014 – Mr. Turner
- 2017 – Ord mot ord (TV-serie)
- 2017 – The End of the F***ing World (TV-serie)